# Octoknema mokoko
Octoknema mokoko är en tvåhjärtbladig växtart som beskrevs av Gosline & Malecot. Octoknema mokoko ingår i släktet Octoknema och familjen Octoknemaceae. Inga underarter finns listade i Catalogue of Life.